# Marcelo Pugliese
Marcelo Pugliese, född 2 september 1968, är en argentinsk friidrottare. Han deltog vid olympiska sommarspelen 1996, olympiska sommarspelen 2000 och olympiska sommarspelen 2004.